# 1984. (opera)
1984. je opera čiju je glazbu napisao američki dirigent i skladatelj Lorin Maazel, a libreto J. D. McClatchy i Thomas Meehan na temelju istoimenog romana Georgea Orwella. Premijerno je prikazana 3. svibnja 2005. u londonskom kazalištu Royal Opera Houseu u Covent Gardenu. Za nju je karakteristično da je suprotno opernim konvencijama uloga protagonista Winstona Smitha predviđena za bariton, dok je uloga antagonista O'Briena dana tenoru. Većina britanskih kritika opere je negativna, dok su strani kritičari bili nešto blagonakloniji. Nakon praizvedbe, izvorna postava nastupila je i u milanskoj Scali.[nedostaje izvor]

## Vanjske poveznice
- službeno mrežno mjesto